# BW-723C86
BW-723C86是一种人工合成的带有噻吩官能团的色胺衍生物，分子式C16H18N2OS，可作为5-HT2B受体激动剂，在动物实验中显示出有抗焦慮藥作用并对在一些其它组织中5-HT2B受体的功能进行了研究。